# N-I

N-I/2는 일본의 액체연료기반 소형로켓으로, 미국의 델타 로켓을 라이선스 생산한 로켓이다. 일본 액체연료 로켓의 원형이라고 볼 수 있다. 1975년에 최초로 발사하였고, 1982년까지 7회 발사했다. 1970년대에 비교적 기술적으로 난이도가 떨어지는 고체로켓 개발에는 성공한 일본이었지만, 기술적으로 난이도가 높은 액체연료로켓 개발은 오랜기간 미국에 의존하는 형태로 이뤄졌다. MTCR 체제가 구축되기 이전으로, 냉전시절 소련과 중국에 대항하기 위하여 미국이 일본의 로켓개발을 지원했다는 것이 정설이다. 일본은 1975년 N-I의 첫번째 발사로부터 1992년 H-I의 운용 종료까지 무려 17년간에 걸쳐 미국 델타의 1단 엔진 MB-3-3(로켓다인 LR-79)을 사용했다. 또한 군사용으로 전용가능한 캐스터 고체로켓모터 역시 고체부스터 형태로 라이선스 생산하였다. 미국은 핵심 기술은 비밀로 유지하는 블랙 박스의 조건으로 델타의 일본 라이선스 생산을 허용했다. 일본의 우주개발이 처음부터 미국의 통제하에 진행되어 왔음을 알 수 있다.

## 발사 기록
|   | 날짜 (GMT)      | 비행 | 탑재체         | 결과     |
| - | --------------- | ---- | -------------- | -------- |
| 1 | 1975년 9월 9일  | F1   | ETS-1 (Kiku1)  | 성공     |
| 2 | 1976년 2월 29일 | F2   | ISS-1 (Ume1)   | 성공     |
| 3 | 1977년 2월 23일 | F3   | ETS-2 (Kiku2)  | 성공     |
| 4 | 1978년 2월 15일 | F4   | ISS-2 (Ume2)   | 성공     |
| 5 | 1979년 2월 6일  | F5   | ECS-A (Ayame1) | 일부실패 |
| 6 | 1980년 2월 22일 | F6   | ECS-B (Ayame2) | 성공     |
| 7 | 1982년 9월 3일  | F7   | ETS-3 (Kiku3)  | 성공     |

## 같이 보기
- H-I
- H-II
- H-IIA
- PGM-17 토르